# Nina Vanna
Nina Yasikova Kind Hakim Provatoroff, känd under namnet Nina Vanna, född 27 september 1899, död 8 november 1953, var en ryskfödd brittisk skådespelare som medverkade i flera stumfilmer under 1920-talet. Hon medverkade även i en ljudfilm.
Hon medverkade bland annat i historiska filmer, och spelade bland andra Lady Jane Grey och Lucrezia Borgia. 
Vanna var gift tre gånger, med Robert Kind, regissören Eric Hakim (1900 – 1967) och slutligen Peter Provatoroff. Hon är begraven på Brompton Cemetery i West Brompton.

## Filmografi i urval
- 1923 – Guy Fawkes